# SOR CN 10.5

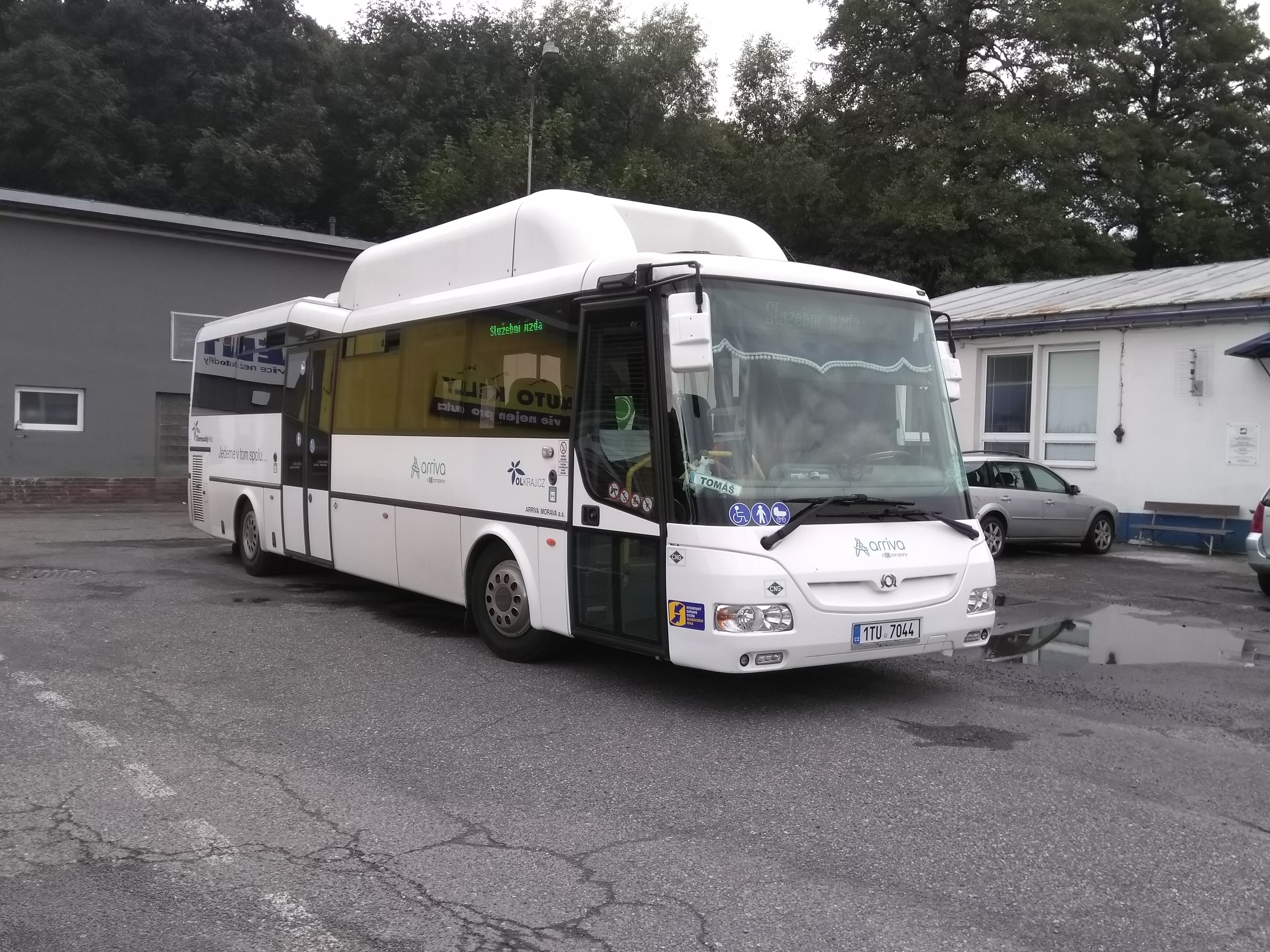
SOR CNG 10.5

SOR CN 10.5 — междугородный автобус, выпускаемый чешской компанией SOR Libchavy с 2004 года.

## Конструкция
Автобус SOR CN 10.5 внешне имеет сходства с городским автобусом SOR BN 10.5. Но поскольку автобус SOR CN 10.5 позиционируется, как пригородный, то вход осуществляется через две двери выдвижного типа. Также существует газомоторная модификация SOR CNG 10.5.
Буква N в индексе модели обозначает, что он полунизкопольный. Задняя ось автобуса MERITOR.
Автобусы SOR CN 10.5 эксплуатируются перевозчиками BusLine, ČSAD bus Plzeň, Arriva Morava и ČSAD Vsetín.